# Mamo (sång)
Mamo (ukrainska: Мамо; ryska: Мама; på svenska Mamma) är en låt av den ukrainska sångerskan Anastasija Prychodko. Låten representerade Ryssland på hemmaplan i Moskva vid Eurovision Song Contest 2009, där den slutade på en 11:e plats i finalen den 16 maj.

## Listplaceringar
| Land (2009) | Topplacering |
| ----------- | ------------ |
| Finland     | 22           |
| Lettland    | 30           |
| Ryssland    | 22           |
| Ukraina     | 12           |